# 井上清登
井上清登（いのうえ きよと、1957年12月10日 - ）は、日本のカヌー選手。熊本県出身。熊本県立球磨工業高等学校卒業。

## 概要
高校卒業後、マルニ木工（現・マルニ）に入社。1984年、ロサンゼルスオリンピック日本代表に選出される。順調に予選を突破し、準決勝に駒を進めた。1984年8月8日、カナディアンシングル500mの準決勝第2組で、ルーマニアのオラルに次ぐ2位に滑り込み、カヌーの日本勢として史上初めて決勝に進出するという快挙を成し遂げた。決勝では6位に入り入賞を果たした。カナディアンシングル1000mでも決勝に進出し8位となった。
4年後のソウルオリンピックにも出場し、男子カナディアン・ペア500mに内野経久と組んで出場したが準決勝敗退に終わった。